# ライト・プレイス・ロング・タイム
「ライト・プレイス・ロング・タイム」（Right Place Wrong Time）は、ドクター・ジョンが1973年に発表した楽曲。彼にとって最大のヒット作品である。

## 概要
作詞作曲はマック・レベナック（ドクター・ジョン）。プロデュースと編曲はアラン・トゥーサンが務めた。演奏はミーターズが中心に行っている。
1973年2月25日に発売されたアルバム『イン・ザ・ライト・プレイス』の1曲目に収録された。アルバムから最初にシングルカットされる。B面は「不吉な男（I Been Hoodood）」。
同年6月30日から7月7日にかけて2週連続でビルボード・Hot 100の9位を記録した。1973年の年間チャートの24位を記録した。
エマーソン・レイク・アンド・パーマーの1973年11月発表のアルバム『Brain Salad Surgery』（邦題：『恐怖の頭脳改革』）のタイトルは、本作品の歌詞（"Just need a little brain salad surgery / Got to cure my insecurity"）から取られた。
細野晴臣らによるグループ、フレンズ・オブ・アースがカバー。1986年のアルバム『Sex, Energy and Star』に収録されている。

## 演奏者
- ドクター・ジョン - ボーカル
- レオ・ノセンテリ - ギター
- アート・ネヴィル - オルガン
- ジョージ・ポーターJr. - ベース
- ジョゼフ・モデリスト - ドラムズ
- アラン・トゥーサン - キーボード、コンガ、バッキング・ボーカル
- デヴィッド・スピノザ - ギター・ソロ（間奏）
- ザ・ボナルー・ホーン・セクション - 管楽器
- ロビー・モンゴメリー - バッキング・ボーカル
- ジェシー・スミス - バッキング・ボーカル